# Francisco Soler Valero
Francisco Soler Valero (Turre, Almería, 5 de junio de 1940) es un abogado y político almeriense.

## Biografía
Casado y con dos hijos, es doctor en derecho y fue Técnico de la Administración Civil del Estado, donde ejerció diferentes puestos directivos, relacionados fundamentalmente con el ámbito de la Educación.
Empezó su andadura política con su integración en el Partido Social Demócrata (PSD) de Francisco Fernández Ordóñez. Fue fundador del Partido Andaluz Socialdemócrata con el político malagueño Francisco de la Torre. Estas formaciones se integraron con otros partido en Unión de Centro Democrático, partido en el que permaneció desde entonces.
En la formación centrista fue vicepresidente provincial de la misma en Almería, circunscripción por la cual salió elegido diputado en la legislatura constituyente y la I legislatura del Congreso de los Diputados. En UCD, fue un acérrimo colaborador del presidente provincial Juan Antonio Gómez Angulo, quien llegó a proponerlo como su sucesor al frente de la UCD de Almería. Durante el proceso autonómico andaluz, fue uno de los impulsores, junto a Gómez Angulo, del intento de unir la provincia de Almería y la de Murcia en una comunidad autónoma conjunta, contando con la anuencia de la mayor parte de los cuadros directivos provinciales del partido, encabezados por su propio presidente. Francisco Soler Valero era más partidario de una Región del Sureste con Albacete, Almería, Murcia y Alicante, al percibir una similar visión levantina e intereses económicos muy parecidos en estas provincias. Dicho intento al final no prosperó, quedando como anécdota bastante ilustrativa del proceso autonómico de la Transición en Almería.
Con el inicio de la caída, tanto a nivel provincial como nacional, de UCD a principios de los años ochenta, Soler Valero pasó a encabezar la lista electoral de Alianza Popular al Congreso de los Diputados por la provincia de Almería, en las elecciones generales de 1982. Salió elegido y mantuvo su acta de diputado hasta 1986, año de nuevas elecciones generales en las que no resultó elegido.
En 2019 fue uno de los cincuenta y dos parlamentarios históricos que firmaron un manifiesto pidiendo un pacto constitucionalista para proteger la unidad de España.